# Đánh cược với số phận
Đánh cược với số phận (tiếng Ba Lan: Stawka większa niż życie) là một bộ phim trinh thám của đạo diễn Andrzej Konic và Janusz Morgenstern, ra mắt lần đầu năm 1968.